# Ruteni
|  | Aquest article tracta sobre l'element químic. Si cerqueu sobre el mineral natiu, vegeu ruteni natiu; si cerqueu sobre la llengua eslava, vegeu ruté. |

El ruteni és un element químic de nombre atòmic 44 que pertany al grup 8 de la taula periòdica dels elements. És un metall de la segona sèrie de transició, dins del grup del platí. És l'element menys abundant del seu grup, i es troba a la natura formant part dels aliatges natius del platí. El seu nom deriva de Rutènia, una antiga denominació de Rússia, i el seu símbol és Ru. El seu descobriment s'acostuma a atribuir a Karl Ernst Claus el 1844.

## Història

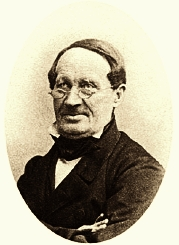
Karl Ernst Claus (1796-1864).

El químic polonès Jedrzej Sniadecki (1768-1838), professor de la Universitat de Vílnius, aleshores Rússia i actualment Lituània, investigant els minerals de platí d'Amèrica del Sud, el maig de 1808 descobrí un nou metall que anomenà vestium. Tanmateix, quan els destacats químics francesos Claude L. Berthollet, Louis B. Guyton de Morveau, Antoine F. Fourcroy i Louis N. Vauquelin intentaren repetir el seu treball, no pogueren aïllar-lo en el mineral de platí que tenien. Quan Sniadecki s'assabentà d'això pensà que s'havia equivocat i retirà la seva reclamació.
Anys després, el 1825, el químic alemany Gottfried W. Osann (1796-1866) de la Universitat de Dorpat (ara Tartu), aleshores Rússia ara Letònia, investigà una mica de platí de les muntanyes Urals i comunicà que havia trobat tres nous elements que anomenà pluranium, polinium i rutenium.

Territori de Rússia en l'actualitat.

A partir de 1828, el platí de les terres al·luvials de rius de Rússia donà accés a materials que s'usaren en medalles i en l'encunyació de monedes com el ruble.
Tot i que els descobriments de Sniadecki i Osann mai no es confirmaren, el tercer fou acceptat i el 1840 el químic alemany Karl Ernst Claus (1798-1864) de la Universitat de Kazan, Rússia, aconseguí extreure, purificar sis grams de ruteni de la part de platí que és insoluble en aigua règia i confirmà que era un metall nou. A l'hora d'anomenar-lo mantingué el nom d'Osann de ruteni, del llatí medieval Ruthenia, que significa ‘Rutènia’, nom associat a Rússia.

## Estat natural i obtenció

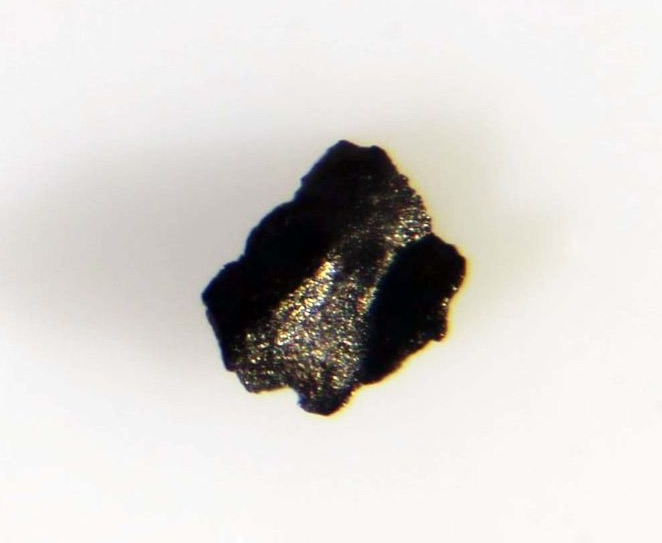
Laurita RuS2.

El ruteni és un element poc abundant a l'escorça terrestre (10–7 %) i només se'l troba en catorze minerals i no són comercials. Els que el contenen amb més d'un 20 % són: laurita {\displaystyle {\ce {RuS2}}} (61,18 %), ruarsita {\displaystyle {\ce {RuAsS}}} (48,58 %), rutenarsenita {\displaystyle {\ce {(Ru,Ni)As}}} (45,83 %) l'anduoïta {\displaystyle {\ce {(Ru,Os)As2}}} (27,75 % ) i hexamolibdè {\displaystyle {\ce {(Mo,Ru,Fe,Ir,Os)}}} (23,32 %).
Aquest element generalment es troba juntament amb altres elements del grup del platí, als Urals i a Amèrica, formant aliatges. En els dipòsits de metalls del grup del platí de Merensky Reef, al complex igni de Bushveld de Sud-àfrica, s'estima que hi ha un 8 % de ruteni, respecte al total de metalls del grup del platí, en els dipòsits de la Conca de Sudbury, al Canadà un 3 % i als de Norilsk, a Rússia, un 2 %.
Els elements del grup del platí, que normalment estan junts, se separen entre si mitjançant una sèrie de processos químics, diferents segons com es troben, aprofitant les diferències químiques existents entre cada element.

## Propietats

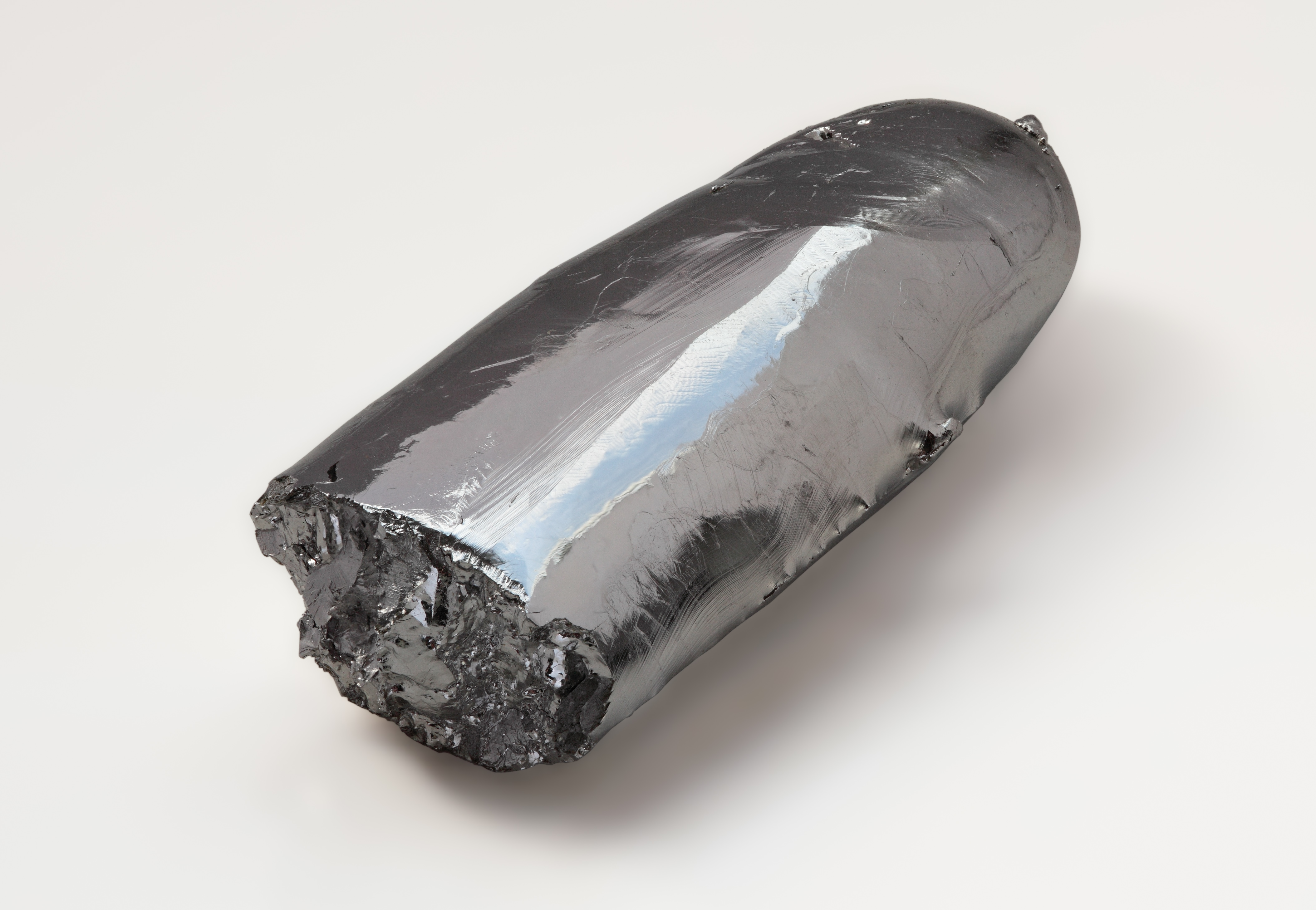
Mitja barra de ruteni molt pur (99,99%)

### Propietats físiques
El ruteni és un metall blanc dur i fràgil. Té un punt de fusió de 2.334 °C, un punt d'ebullició de 4.150 °C i una densitat de 12,1 g/cm³ a 20 °C. Presenta quatre formes cristal·lines diferents.

### Propietats químiques
Els estats d'oxidació més comuns del ruteni són +2, +3 i +4. Hi ha compostos en els quals presenta un estat d'oxidació des de 0 a +8, i també -2. Hi ha algunes semblances amb els compostos de l'osmi, del mateix grup, però la química d'ambdós difereix bastant de la del ferro, també en el mateix grup.
El ruteni és en gran part immune als atacs atmosfèrics i no reacciona amb l'aigua en condicions normals. En escalfar-se amb oxigen, el ruteni metall dona òxid de ruteni(IV) segons la reacció:
{\displaystyle {\ce {Ru(s) + O2(g) -> RuO2(s)}}}

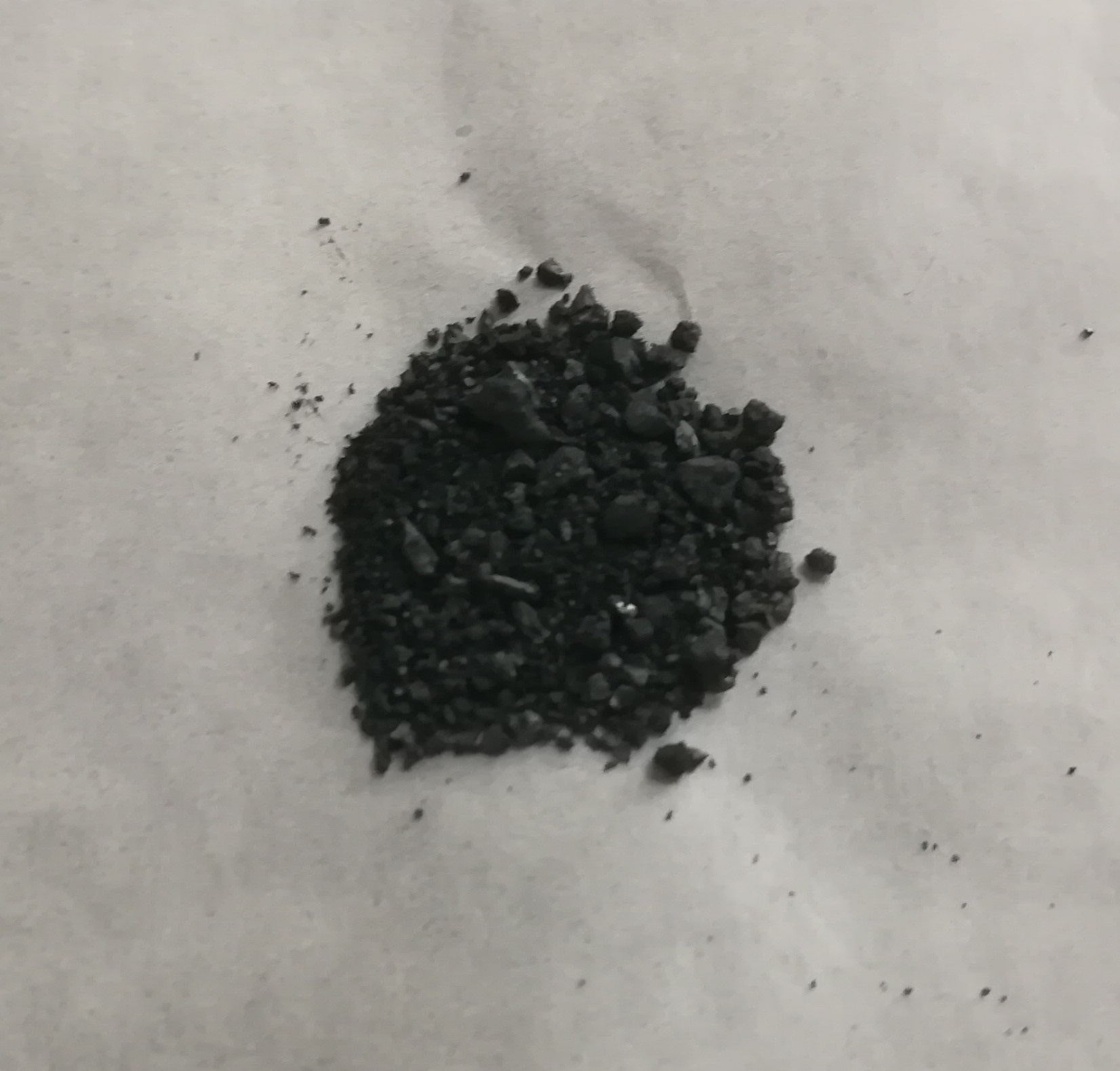
Clorur de ruteni(III).

El ruteni reacciona amb l'excés de fluor per formar fluorur de ruteni(VI) de color marró fosc segons la reacció:
{\displaystyle {\ce {Ru(s) + 3F2(g) -> RuF6(s)}}}
Escalfar ruteni metall a 330 °C amb clor, en presència de monòxid de carboni produeix clorur de ruteni(III) de color marró fosc {\displaystyle {\ce {RuCl3}}}. Un escalfament addicional d'aquest clorur sota atmosfera de clor dona una forma negra de clorur de ruteni(III).
Es dissol en bases foses, i no és atacat per àcids a temperatura ambient. El tetraòxid de ruteni {\displaystyle {\ce {RuO4}}} (estat d'oxidació +8), és molt oxidant, més que l'anàleg d'osmi, i es descompon violentament a altes temperatures.

## Isòtops
En la naturalesa hi ha set isòtops estables de ruteni, de nombres màssics 96 (5,5 %), 98 (1,9 %), 99 (12,7 %), 100 (12,6 %), 101 (17,1 %), 102 (31,5 %) i 104 (18,6 %).
S'han caracteritzat trenta-tres radioisòtops de nombres màssics des de 85 fins a 124. La majoria d'aquests tenen períodes de semidesintegració de menys de cinc minuts. El principal mode de desintegració abans de l'isòtop més abundant és la desintegració β+ i després és la desintegració β–. Els radioisòtops més estables de ruteni són el ruteni 106, amb un període de semidesintegració t½ = 373,59 dies i que es desintegra en rodi 106 per emissió d'una partícula β–; el ruteni 103 que es desintegra també per emissió d'una partícula β– amb un t½ = 39,26 dies; i el ruteni 97 amb t½ = 2,9 dies i que es desintegra en tecneci 97 per emissió d'una partícula β+. Les reaccions són:
{\displaystyle {\ce {^106_44Ru -> ^106_45Rh + ^0_{-1}e}}}{\displaystyle {\ce {^103_44Ru -> ^103_45Rh + ^0_{-1}e}}}{\displaystyle {\ce {^97_44Ru -> ^97_43Tc + ^0_{1}e}}}

## Aplicacions
L'any 2016 es van consumir aproximadament 30,9 tones de ruteni, 13,8 d’elles en aplicacions elèctriques, 7,7 en catàlisi i 4,6 en electroquímica.

### Indústria metal·lúrgica
A causa de la seva gran efectivitat per endurir el pal·ladi i al platí, s'empra en els aliatges d'aquests metalls que s'usen en contactes elèctrics amb una alta resistència al desgast. Es pot augmentar la duresa del pal·ladi i el platí amb petites quantitats de ruteni. Igualment, l'addició de petites quantitats augmenta la resistència a la corrosió del titani de forma important. S'ha trobat un aliatge de ruteni i molibdè superconductor a 10,6 K.

### Catàlisi

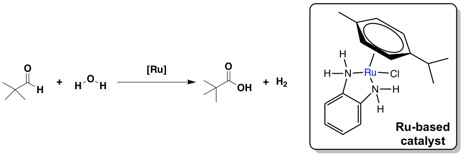
Reacció d'oxidació d'un aldehid a àcid carboxílic catalitzada per un catalitzador de ruteni.

Igual que altres elements del grup del platí, composts de ruteni es fan servir com a catalitzadors en diferents processos. Per exemple, el sulfur d'hidrogen {\displaystyle {\ce {H2S}}} es pot descompondre per la llum emprant òxid de ruteni en una suspensió aquosa de partícules de sulfur de cadmi. Això pot ser útil en l'eliminació de {\displaystyle {\ce {H2S}}} de les refineries de petroli i d'altres processos industrials.

### Medicina
Des de la introducció inicial del complex polipiridil de ruteni, s'han dut a terme diversos intents d'evolució estructural per millorar l'eficàcia. Entre ells, els complexos mig sandvitx de Ru-arè han estat els més destacats com a plataforma anticancerosa. Aquests complexos han demostrat clarament perfils anticancerosos superiors, com ara una major selectivitat cap a les cèl·lules canceroses i la millora de la toxicitat contra les cèl·lules normals en comparació amb els anticancerosos basats en platí existents. Actualment, diversos complexos de ruteni estan en fase d'assaigs clínics humans. Per millorar la selectivitat i la toxicitat associades a la quimioteràpia, també s'han investigat complexos de ruteni com a teràpia fotodinàmica (PDT) i quimioteràpia fotoactivada (PACT), que poden activar selectivament fragments de profàrmacs en una regió específica. Amb tots aquests estudis sobre aquestes entitats interessants, es preveuen nous fàrmacs metal·lo-cancerosos per substituir almenys parcialment els anticancerosos basats en platí.

## Precaucions
El tetraòxid de ruteni, RuO₄, similar al tetraòxid d'osmi, és altament tòxic i pot explotar. El ruteni no exerceix cap paper biològic, però pot ser carcinogen i es pot acumular en els ossos.